# Bad Honnef
Bad Honnef er en by i Tyskland i delstaten Nordrhein-Westfalen med cirka 25.000 indbyggere. Den ligger i kreisen Rhein-Sieg-Kreis.